# Charron Fisher
Charron Fisher (Camden, New Jersey, 15. studenog 1985.) je američki profesionalni košarkaš. Igra na poziciji bek šutera, a trenutačno je član srpske Vojvodine Srbijagas.

## Sveučilište
Fisher je na sveučilištu Niagara proveo 3 sezone. U zadnjoj sezoni prosječno je postizao 27.6 poena, 9.7 skoka i 1.2 asista. 

## Vojvodina
U sezoni 2008./2008. odlazi u Europu i potpisuje za Vojvodinu Srbijagas.

## Vanjske poveznice
- Profil  Arhivirana inačica izvorne stranice od 23. prosinca 2008. (Wayback Machine) na Draftexpress.com
- Profil na NLB.com
- Profil na ESPN.com